# Clube Atlético Mineiro
 (décembre 2021).
Pour les articles homonymes, voir Mineiro (homonymie).
Maillots
Actualités
Le Clube Atlético Mineiro, populairement connu comme Galo  (Le Coq), est un club brésilien de football basé à Belo Horizonte dans l'État du Minas Gerais. Fondé en 1908, il est le plus vieux club de football en activité de l'état de Minas Gerais.
À ce jour[Quand ?], l'Atlético Mineiro a remporté 76 titres officiels, parmi lesquels 1 Copa Libertadores, 2 Coupe CONMEBOL, 1 Recopa Sudamericana, 3 Championnat du Brésil, 2 Coupe du Brésil et 49 Championnat de l'État de MInas Gerais. En 1982, l'Atlético Mineiro remporte le Tournoi de Paris de football au Parc des Princes en battant le PSG en match d'ouverture et le Dinamo Zagreb en finale.
Plusieurs joueurs de l'équipe nationale ont joué pour le club parmi lesquels: Dario, Luizinho, Toninho Cerezo, Eder, Reinaldo, Elzo, Cláudio Taffarel, Gilberto Silva, Robinho, Ronaldinho, et Hulk.

## Histoire

### Débuts en amateur (1908-1933)
L'Atlético Mineiro a été fondé le 25 mars 1908 par un groupe de vingt-deux étudiants : Aleixanor Alves Pereira, Antônio Antunes Filho, Augusto Soares, Benjamin Moss Filho, Carlos Marciel, Eurico Catão, Horacio Machado, Hugo Francarolli, Humberto Moreira, João Barbosa Sobrinho, José Soares Alves, Júlio Menezes Melo, Leonidas Fulgencio, Margival Mendes Leal, Mário Hermanson Lott, Mário Neves, Mário Toledo, Raul Fracarolli, Sinval Moreira, Francisco Monteiro, Jorge Dias Pena et Mauro Brochado. 
Les premiers matchs du club furent contre le Sport Club Football gagnés 3-0, puis 4-0 lors d'une revanche. Des résultats qui ont malheureusement causés la dissolution du club adverse. La suite est encore mieux : le club remporte la Taça Bueno Brandão en 1914 puis la première édition du championnat du Minas Gerais organisée par la fédération du Minas Gerais.

### Histoire du Milieu du Siècle (1933-1970)
Puis dans les années 1930, le club remporte à cinq reprises ce même championnat et également le Tournoi des champions brésiliens comportant Fluminense et Portuguesa entre autres. En somme, le Galo a dominé le Minas Gerais puisque dans les années 1940 et 50, le club a remporté pas moins de 11 championnats d'État et également des matchs amicaux contre le Schalke 04, Hambourg SV et Anderlecht lors d'une tournée européenne.
Les années 1960 ont vu naître le célèbre Mineirão, stade mythique du club mais également la rivalité contre Cruzeiro après cinq victoires d'affilée au championnat d'État. En octobre 1969, le club a réussi à battre l'équipe nationale du Brésil lors d'un match amical, 2-1.
| Ville          | Date       | Résultat                     |
| -------------- | ---------- | ---------------------------- |
| Rio de Janeiro | 13 janvier | Fluminense FC: 6 Atlético: 0 |
| Vitória        | 17 janvier | Rio Branco AC: 1 Atlético: 1 |
| Belo Horizonte | 24 janvier | Atlético: 5 Portuguesa: 0    |
| Belo Horizonte | 31 janvier | Atlético: 4 Fluminense FC: 1 |
| Belo Horizonte | 3 février  | Atlético: 5 Rio Branco AC: 1 |
| São Paulo      | 14 février | Portuguesa: 2 Atlético: 3    |

| Joueur   | Buts |
| -------- | ---- |
| Paulista | 8    |
| Guará    | 3    |
| Nicola   | 3    |
| ;Alfredo | 2    |
| Bazzoni  | 1    |

RSSSF
| Ville               | Date         | Résultat                            |
| ------------------- | ------------ | ----------------------------------- |
| Munich              | 1er novembre | TSV 1860 Munich: 3 Atlético: 4      |
| Hambourg            | 4 novembre   | Hambourg SV: 0 Atlético: 4          |
| Brême               | 5 novembre   | Werder Brême: 3 Atlético: 1         |
| Gelsenkirchen       | 12 novembre  | FC Schalke 04: 1 Atlético: 3        |
| Vienne              | 16 novembre  | Rapid Vienne: 3 Atlético: 0         |
| Sarrebruck          | 20 novembre  | FC Sarrebruck: 0 Atlético: 2        |
| Bruxelles           | 22 novembre  | RSC Anderlecht: 1 Atlético: 2       |
| Brunswick           | 26 novembre  | Eintracht Brunswick: 3 Atlético: 3  |
| Duché de Luxembourg | 5 décembre   | Luxembourg: 3 Atlético: 3           |
| Paris               | 7 décembre   | Stade français Paris: 1 Atlético: 2 |

| Joueurs   | Buts |
| --------- | ---- |
| Lucas     | 6    |
| Nívio     | 6    |
| Vaguinho  | 6    |
| Alvinho   | 3    |
| Lauro     | 2    |
| Murilinho | 1    |

RSSSF

### Consécration nationale (1971-2000)
En 1971, l'Atlético Mineiro est champion du Brésil en remportant la finale 1-0 contre Botafogo. En 1977, le club finit deuxième derrière São Paulo malgré une saison sans défaite. Par la suite, l'équipe accueille d'excellents joueurs tels que Reinaldo, Toninho Cerezo, Éder, Luisinho et même Paulo Isidoro constituant ainsi l'une des meilleures équipes du club depuis sa création. De 1978 à 1983, cette équipe entraînée par le légendaire Telê Santana remporte le championnat d'État six fois d'affilée. 
L'Atlético Mineiro gagne ensuite le championnat d'État en 1991, 1995 et en 1999, signe de bonnes performances au championnat brésilien terminant à la troisième place en 1996, à la deuxième place en 1999 et à la quatrième place en 1994 et en 1997. En 1992, le club remporte la coupe CONMEBOL, la première coupe continentale du club en battant le Club Olimpia, 2-1.

### Relégation et montée en puissance (2000-...)
Les années 2000 commencent plutôt bien pour le club : il ne remporte que le championnat d'État en 2000, est finaliste en 2001 puis en 2004. Il atteint les quarts de finale de la Copa Libertadores 2000 mais se fait battre par le Corinthians. Cependant, après une année 2004 où le club est proche de la relégation, cela finit réellement par arriver au terme de l'année 2005. Le club finit par se relever en remportant la Segundona en 2006, remporte le championnat d'État en 2007 après sept années de disette et se qualifie pour la Copa Sudamericana au terme de l'année 2007. Cette décennie se finit plutôt bien pour Mineiro puisqu'il remporte son 40e championnat du Minas Gerais.
Dès 2012, le club remporte son 42e championnat d'État sans avoir perdu de match, termine second du Brasileirão 2012 derrière Fluminense après avoir été leader pendant quinze journées mais gagne donc une place pour la Copa Libertadores 2013 qui est très précieuse... Très précieuse en effet, puisqu'en 2013, le club emmené par un quatuor offensif remarquable composé de Ronaldinho, Jo, Bernard et Diego Tardelli atteint la finale de la Copa Libertadores et la remporte pour la première fois de son histoire au terme d'une séance de tirs au but lors du match retour. Le club gagne au passage une nouvelle fois le championnat d'État mais a des résultats décevants au Brasileirão 2013 car il ne figure même pas dans le podium. En 2014, c'est Cruzeiro qui remporte le championnat d'État, mais l'Atlético remporte la Recopa Sudamericana et tient sa revanche en battant ce même Cruzeiro au Mineirão lors de la première finale de son histoire en Coupe du Brésil. Cette victoire en coupe lui assure une troisième participation consécutive à la Copa Libertadores.
Lors de la Copa Libertadores 2015, l'Atlético se qualifie pour la phase finale en finissant 2e de son groupe derrière Santa Fe mais est battu en huitième de finale par Internacional. Il réalise néanmoins un très bon Championnat 2015, puisque l'Atlético termine 2e derrière les Corinthians et se qualifie une nouvelle fois pour la Copa Libertadores.

## Palmarès
| Compétitions régionales | Compétitions nationales | Compétitions internationales |
| Compétitions actuelles - Championnat du Minas Gerais (49) (record) : - Champion en 1915, 1926, 1927, 1931, 1932, 1936, 1938, 1939, 1941, 1942, 1946, 1947, 1949, 1950, 1952, 1953, 1954, 1955, 1956, 1958, 1962, 1963, 1970, 1973, 1978, 1979, 1980, 1981, 1982, 1983, 1985, 1986, 1988, 1989, 1991, 1995, 1999, 2000, 2007, 2010, 2012, 2013, 2015, 2017, 2020, 2021, 2022, 2023 et 2024. - Vice-champion en 1916, 1917, 1918, 1921, 1928, 1929, 1934, 1935, 1940, 1943, 1944, 1948, 1951, 1966, 1967, 1968, 1969, 1972, 1974, 1975, 1977, 1984, 1987, 1990, 1993, 1994, 1996, 1998, 2001, 2003, 2004, 2008, 2009, 2011, 2014, 2016, 2018 et 2019. Anciennes compétitions - Taça Minas Gerais (5) (record) : - Champion en 1975, 1976, 1979, 1986 et 1987. - Vice-champion en 1973, 1982, 1983 et 1985. - Taça Belo Horizonte (3) : (record) : - Champion en 1970, 1971 et 1972. - Tournoi Accueil (8) : - Champion en 1928, 1931, 1932, 1939, 1947, 1949, 1950 et 1954. - Vice-champion en 1922, 1929, 1935, 1936, 1940, 1941, 1946, 1948, 1953, 1956, 1963 et 1964. - Coupe des champions (FMF) (1) : - Champion en 1974. - Vice-champion en 1999. - Tournoi D'incitation (1) : (record) : - Champion en 1993. - Coupe Belo Horizonte (1) : (record) : - Champion en 1959. - Vice-champion en 1960 et 1961. - Coupe Bueno Brandão (1) : (record) : - Champion en 1914. | Compétitions actuelles - Championnat du Brésil (3) : - Champion en 1937, 1971, 2021. - Vice-champion en 1977, 1980, 1999, 2012 et 2015. - Coupe du Brésil (2) : - Vainqueur en 2014 et 2021. - Supercoupe du Brésil (1) : - Vainqueur en 2022. - Championnat du Brésil de D2 (1) : - Champion en 2006. Anciennes compétitions - Coupe des champions (CBD) (1) (record) : - Champion en 1978. | Compétitions actuelles - Coupe du monde des clubs de la FIFA - Troisième en 2013. - Copa Libertadores (1) : - Vainqueur en 2013. - Finaliste en 2024 - Recopa Sudamericana (1) : - Vainqueur en 2014. Anciennes compétitions - Coupe CONMEBOL (2) (record) : - Vainqueur en 1992 et 1997. - Finaliste en 1995. - Copa de Oro: - Finaliste en 1993. - Copa Master de CONMEBOL: - Finaliste en 1996. Tournois amicaux - Trophée Costa del Sol en 1980 - Tournoi de Paris en 1982 - Tournoi d'Amsterdam en 1984 - Trophée Ramón de Carranza en 1990 - Florida cup en 2016 |

## Joueurs et personnalités du club

### Personnalités historiques du club
| Joueurs         | Buts |
| --------------- | ---- |
| Reinaldo        | 255  |
| Dadá Maravilha  | 211  |
| Mário de Castro | 195  |
| Guará           | 168  |
| Lucas Miranda   | 152  |

| Joueurs         | Matchs |
| --------------- | ------ |
| João Leite      | 684    |
| Vanderlei Paiva | 559    |
| Luizinho        | 537    |
| Vantuir         | 507    |
| Paulo Roberto   | 507    |

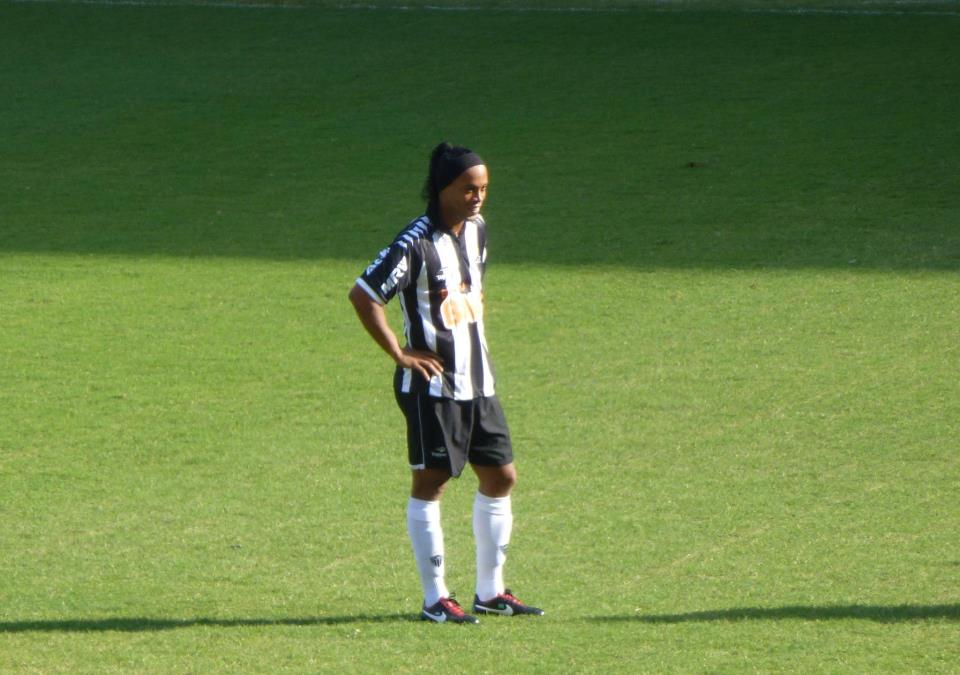
Ronaldinho, grosse recrue du club, lors d'un match contre Goianiense.

Depuis sa création, l'Atlético Mineiro fut rempli d'excellents joueurs. D'après plusieurs journalistes, Reinaldo est le meilleur joueur de tous les temps de l'Atlético Mineiro avec ses 255 buts devant son coéquipier en attaque, Dadá Maravilha. Ils formaient l'une des meilleures équipes du Galo de tous les temps avec des joueurs comme Toninho Cerezo, Éder et Luisinho entre autres. Ils furent entraînés par l'un des meilleurs entraîneurs brésiliens : Telê Santana qui est l'entraîneur le plus capé avec 434 matchs.
En bref, beaucoup de grands noms sont passés par ce club tels que, João Leite (le plus capé), Cláudio Taffarel, Ladislao Mazurkiewicz, Wagner Velloso ou encore Ronaldinho récemment. Et également de grands entraîneurs comme Abel Braga, Carlos Alberto Parreira et Vanderlei Luxemburgo.

## Structures du club

### Stades

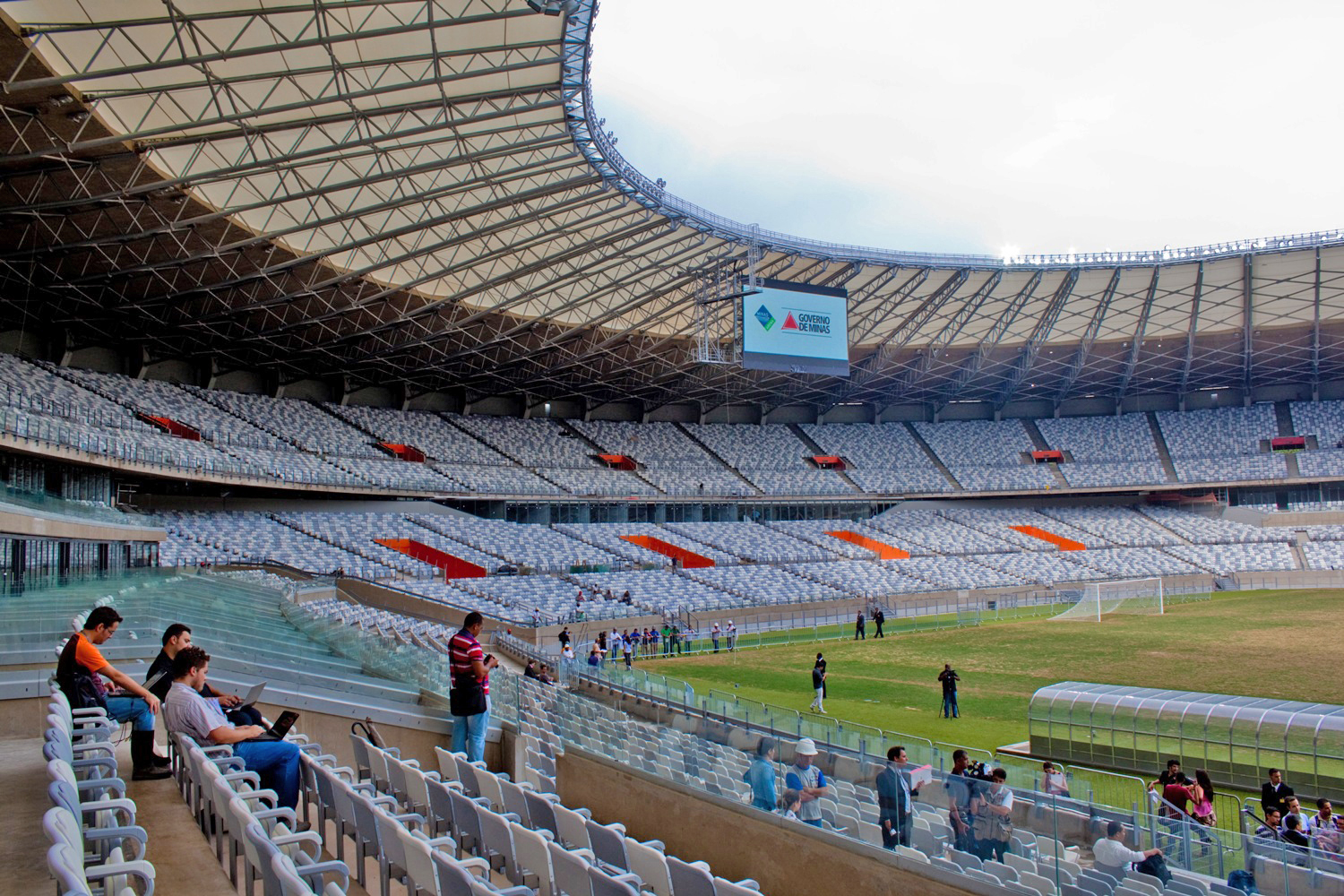
Le Mineirão, stade mythique du club.

L'Atlético Mineiro eut trois stades dans son histoire. Tout d'abord, le stade Antônio Carlos qui fut inauguré le 29 mai 1929 lors d'un match contre Corinthians remporté 4-2 par les belo-horizontino. Après la construction du stade de l'Indépendance en 1950, le stade Antônio Carlos ne fut plus utilisé à quelques exceptions. Le stade fut démoli en 1990 et il y a maintenant un centre commercial appelé Diamond Mall à son emplacement. Le club utilisa donc le stade de l'Indépendance pendant une dizaine d'années jusqu'à la construction du Mineirão, stade officiel de l'Atlético Mineiro aujourd'hui[Quand ?]. Cependant, en vue de la Coupe du monde 2014 qui se déroulera au Brésil, ce stade a subi quelques modifications empêchant l'équipe d'y jouer ce qui les contraint à jouer au stade de l'Indépendance.

### Centre d'entraînement et de formation
Le centre d'entraînement de l'Atlético Mineiro est le Cidade do Galo situé à Vespasiano. C'est le centre d'entraînement le plus complet de toute l'Amérique du Sud, et est également le meilleur centre d'entraînement du Brésil d'après une étude réalisée par SporTV. Ce centre d'entraînement contient plusieurs logements, peut former soixante jeunes qui peuvent également étudier.

## Atlético Mineiro dans la culture populaire

### Supporters

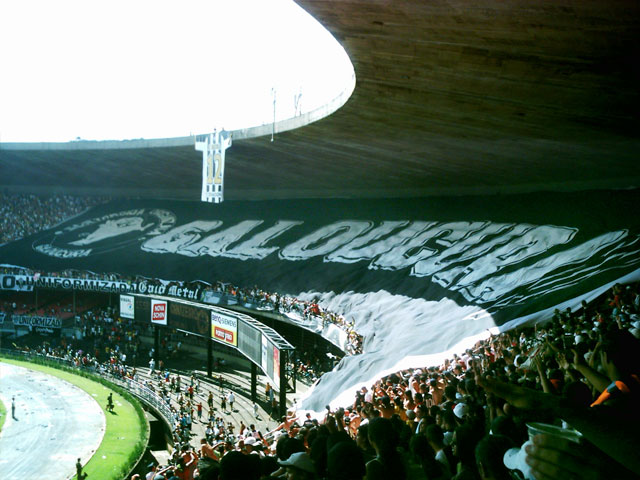
Supporters du Galo au Mineirão.

L'Atlético Mineiro est l'un des clubs ayant ramené le plus de supporters dans son stade[réf. nécessaire]. En effet, pas moins de 20 millions de spectateurs ont assisté aux matchs du Galo depuis 2002 en 1011[Quoi ?], devant Cruzeiro qui a pourtant effectué plus de matchs. Selon une étude récente[Quand ?], les Massa sont classés 10e dans le classement du nombre de supporters au Brésil[réf. souhaitée]. Les supporters sont tellement présents dans la vie du club, par leur fanatisme, créativité, que le club a retiré le numéro 12 afin de leur rendre hommage[pourquoi ?][réf. souhaitée].
Pour rendre hommage à ses partisans à la suite de son sacre de champion du Brésil, le club a offert des tatouages gratuits directement dans le stade.

### Rivalités
Avant la construction du Mineirão, le derby le plus important du Minas Gerais fut entre l'Atlético Mineiro et l'América.
Mais dans les années 1960, après la construction du célèbre stade du club, et les six victoires d'affilée en championnat d'État du Cruzeiro EC, ces deux clubs devinrent très vite rivaux créant ainsi le Clàssico Mineiro. La plus grande victoire de l'Atlético Mineiro dans un derby fut 9-2 contre Cruzeiro le 27 novembre 1927.